# Казимир Островський
Казимир Островський (пол. Kazimierz Ostrowski, лат. Casimirus Ostrowski; 28 лютого 1743, Литва — 29 жовтня 1814, Орша) — член католицької церкви і ордена єзуїтів, педагог.
Приєднався до Товариства Ісуса 14 серпня 1764 року в Мазовії. У 1776 році був висвячений на священика, а в 1777 році закінчив курс богослов'я в Полоцькому єзуїтському колегіумі. Префект бурси в Полоцьку (1782-1786, 1794-1799), Вітебську (1787-1790), Могильові (1790-1791) та Мстиславі (1791-1794) .
У 1799 -1803 роках — ректор Дінабургського єзуїтського колегіуму, а в 1803 -1805 рр. — проректор Полоцького єзуїтського колегіуму. З 14 вересня 1805 р. по 1 серпня 1809 р. — провінціал Білоруської провінції Товариства Ісуса. В останні роки життя очолював Оршанський єзуїтський колегіум (1809-1814).